# 政府宫 (南锡)

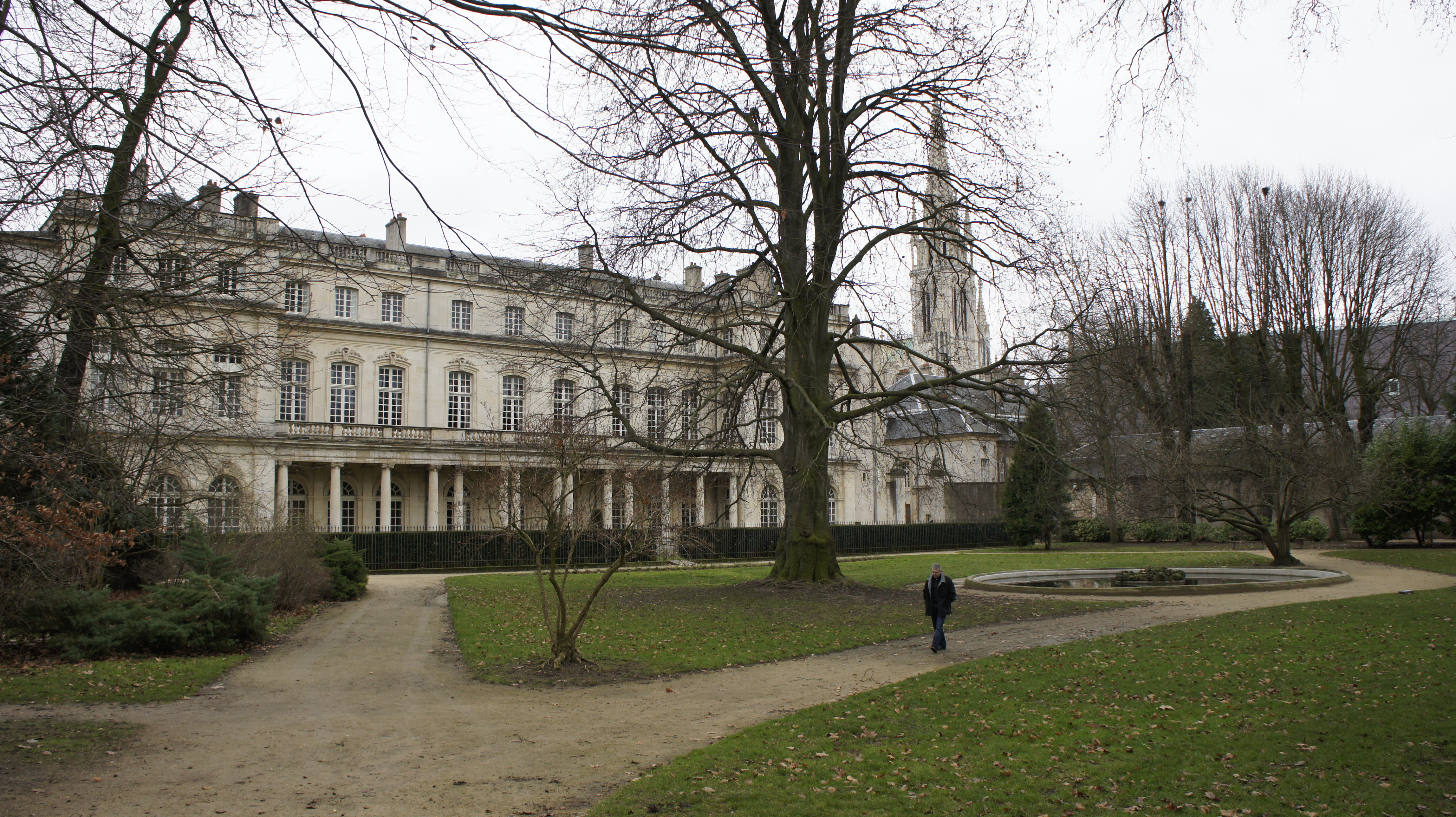

政府宫（Palais du Gouvernement）是法国洛林默尔特 - 摩泽尔省南锡一座巨大的历史建筑，建于18世纪，古典主义风格。

## 历史
洛林公爵利奥波德一世厌倦了公爵宫的“局促，沉闷和过时”，要求波夫杭（Germain Boffrand）为他建造一座“新卢浮宫”，主要立面位于卡里埃尔广场。波夫杭拆除了圣乔治教堂。但是这项工程因过于庞大而未能完成。
波兰国王斯坦尼斯瓦夫一世主持了南锡的重建计划，由埃瑞（Emmanuel Héré）负责。该建筑建于1751-1753年，许多艺术家参与装饰。
后来该建筑长期作为政府或军队建筑。21世纪初，军队将该建筑出售给南锡市，后者把宫殿用于洛林博物馆的扩展。2013年对外开放。

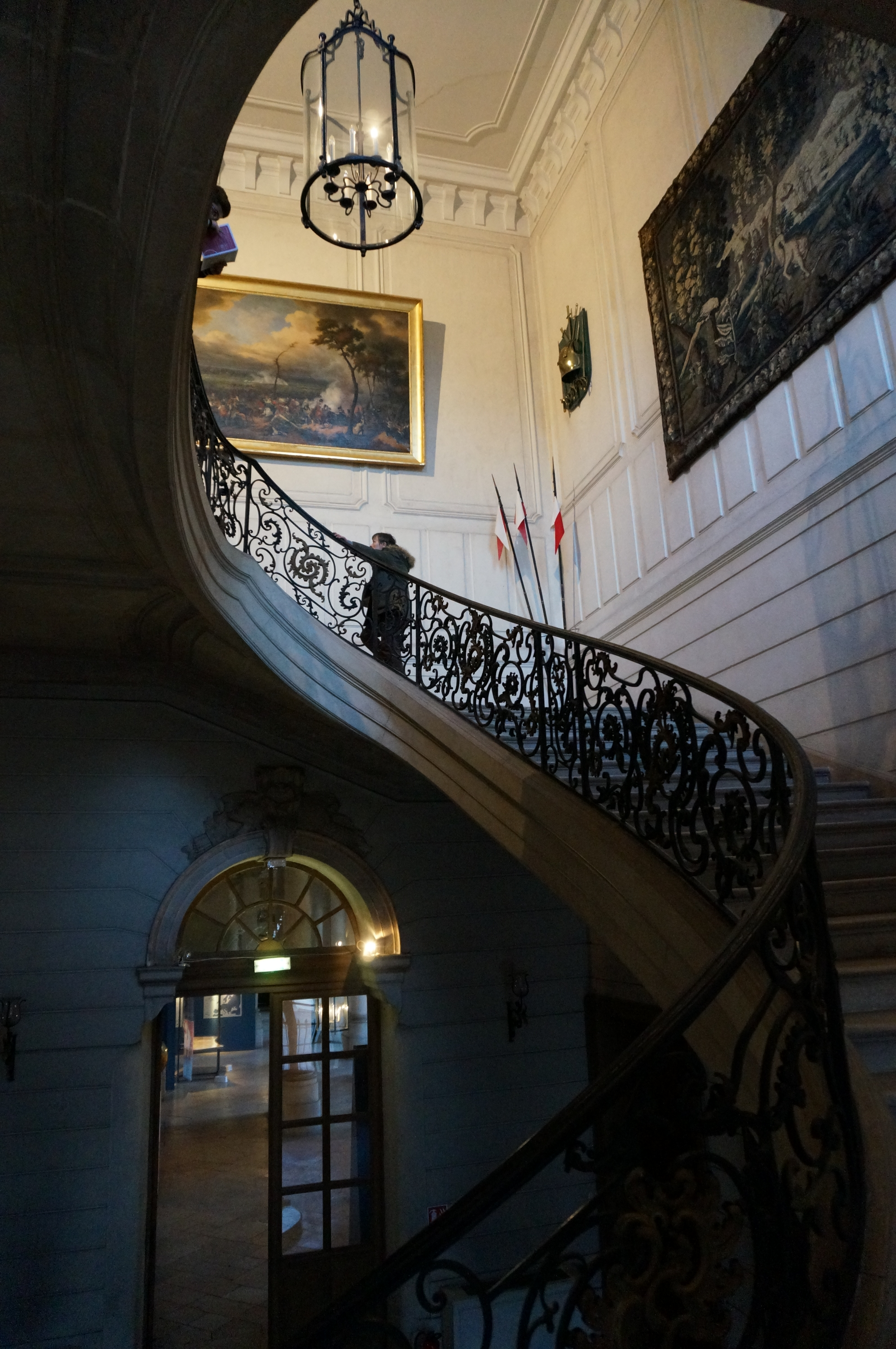
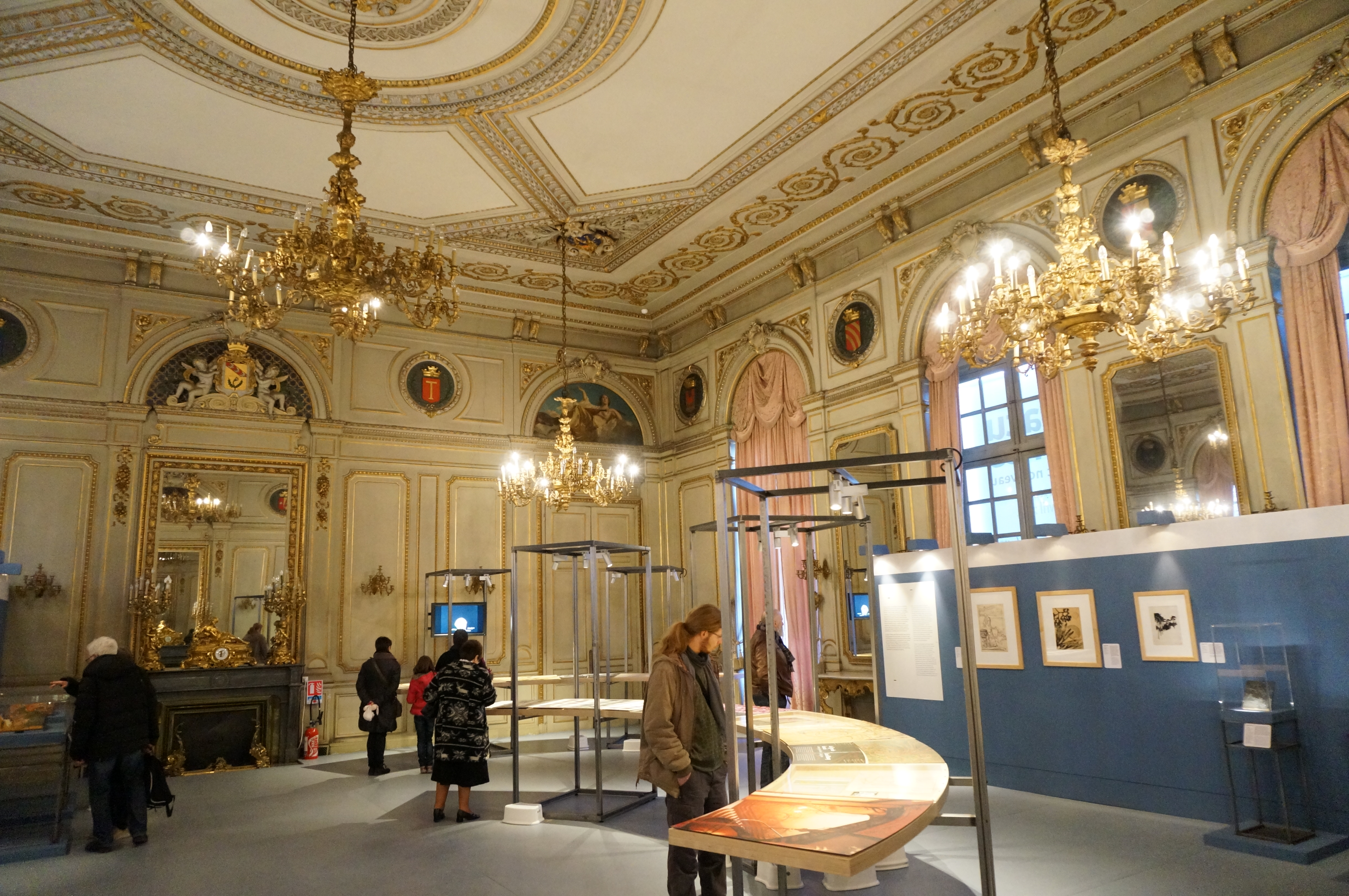
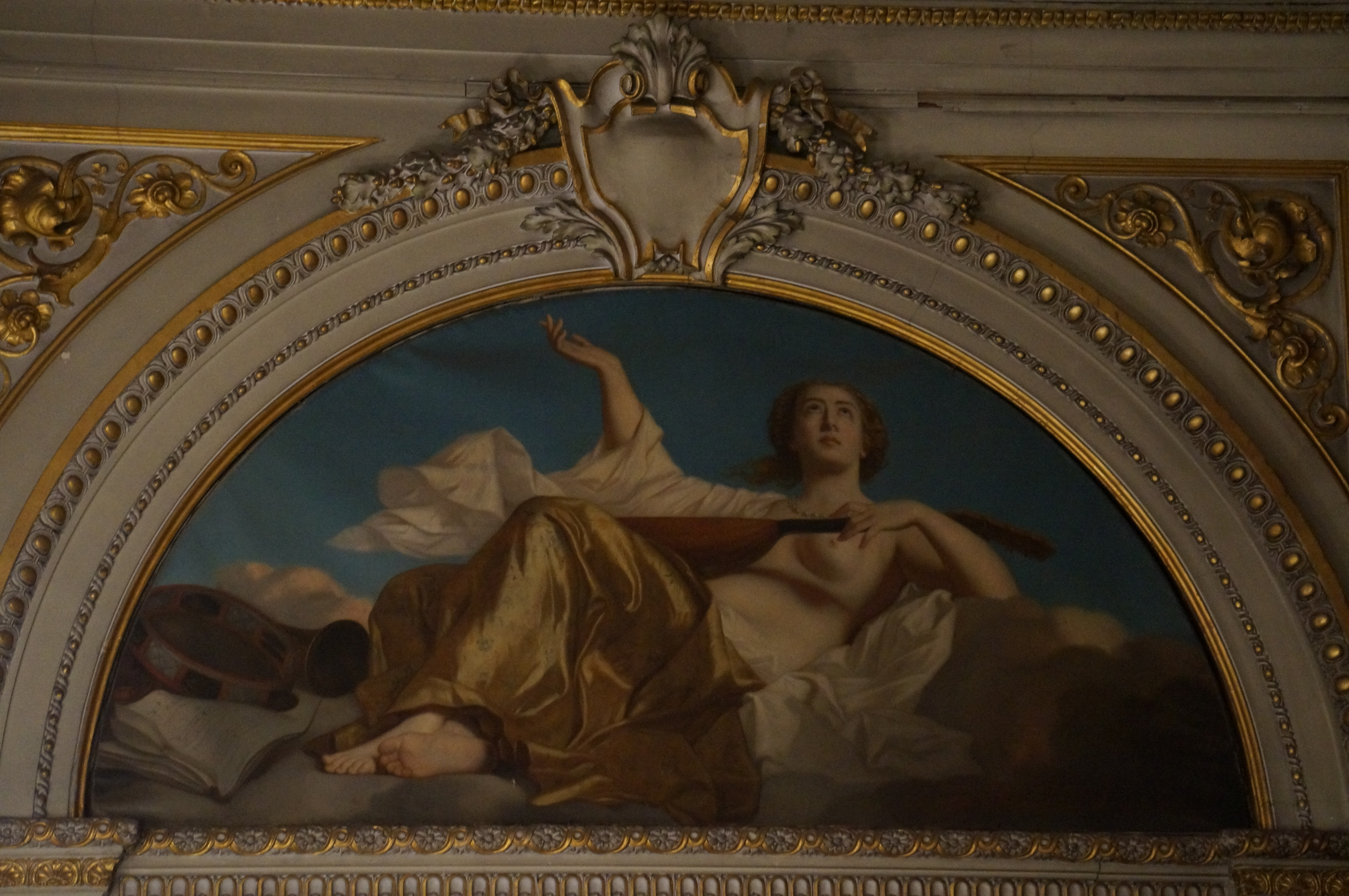
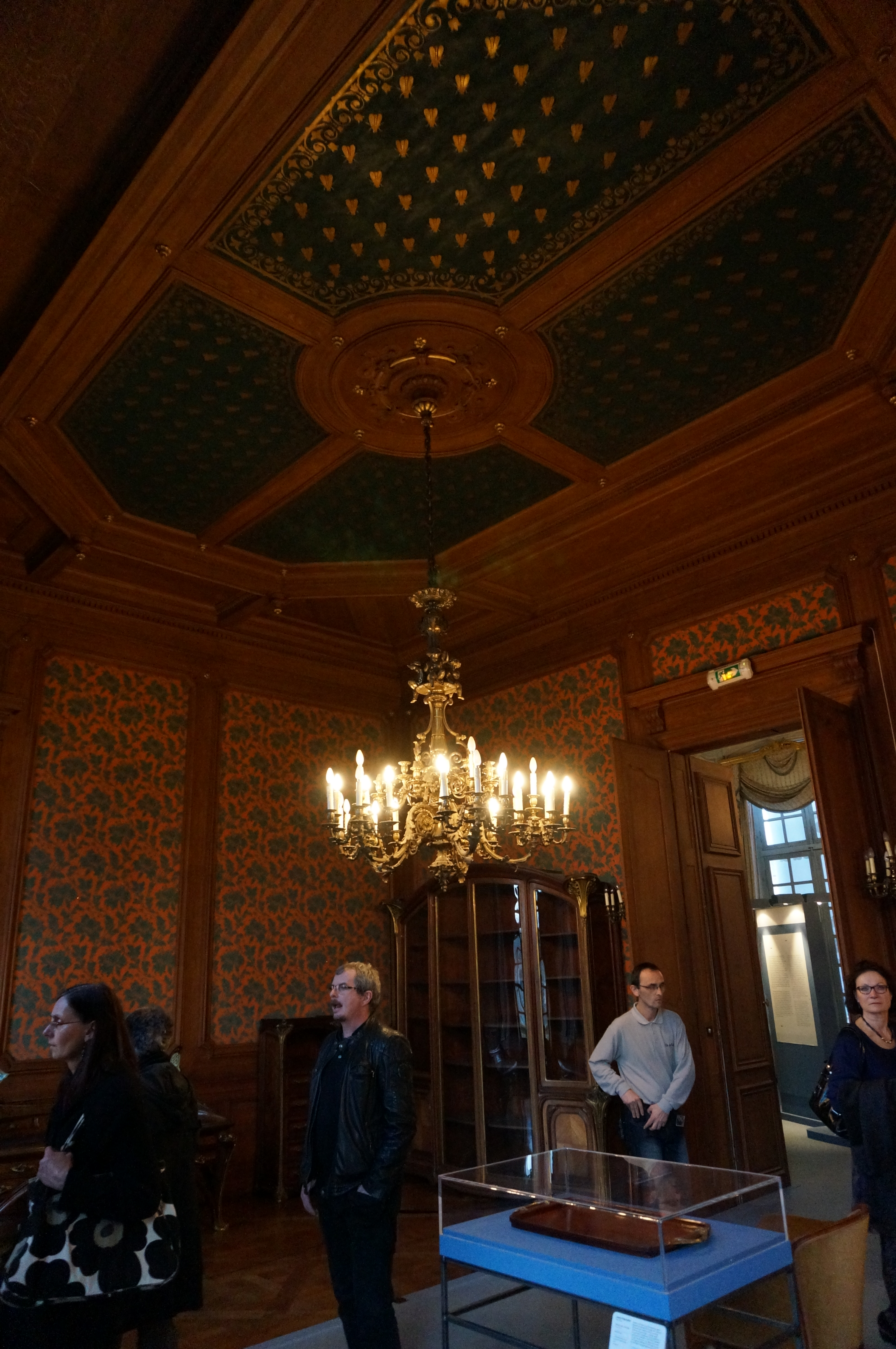
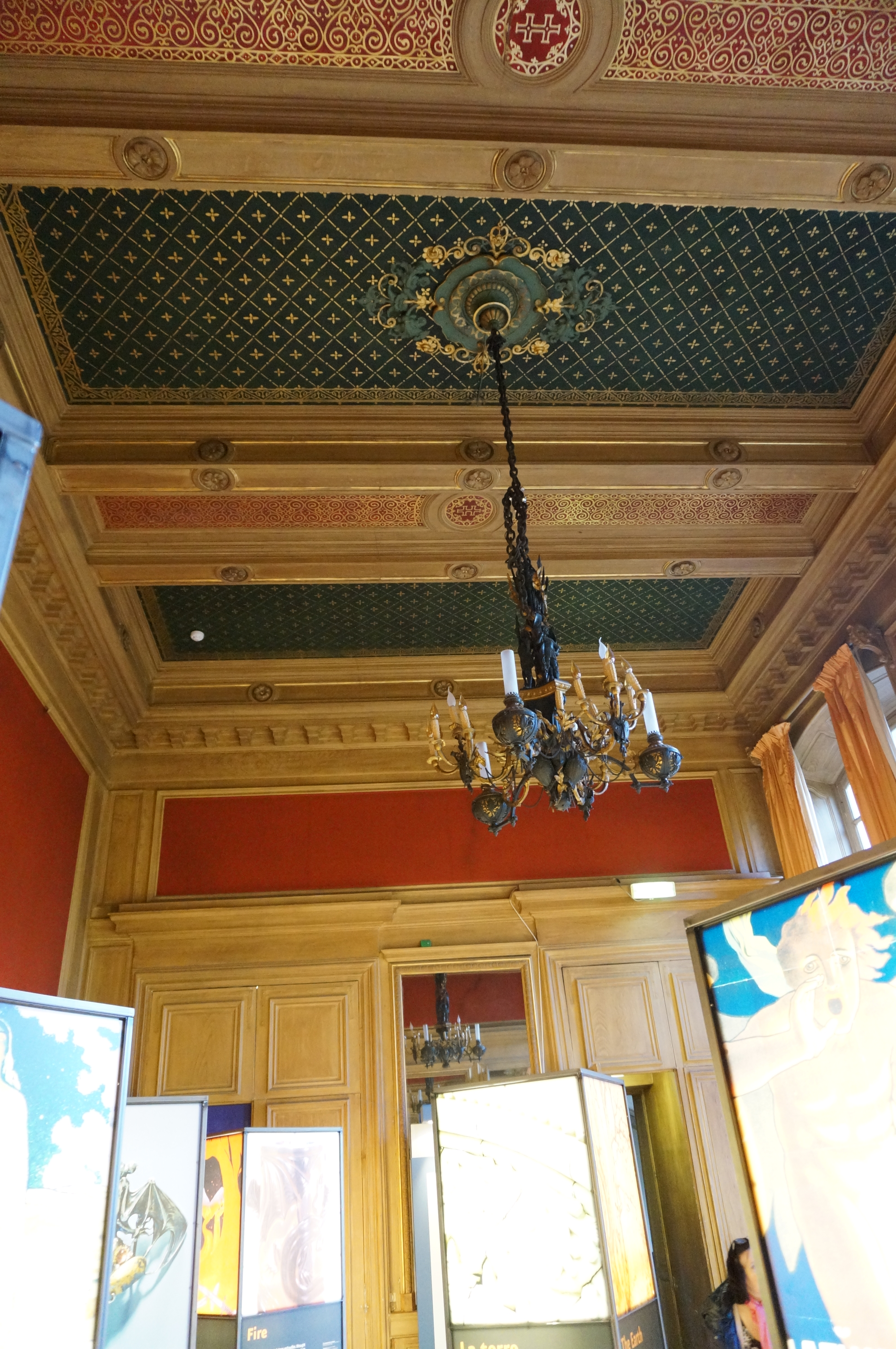
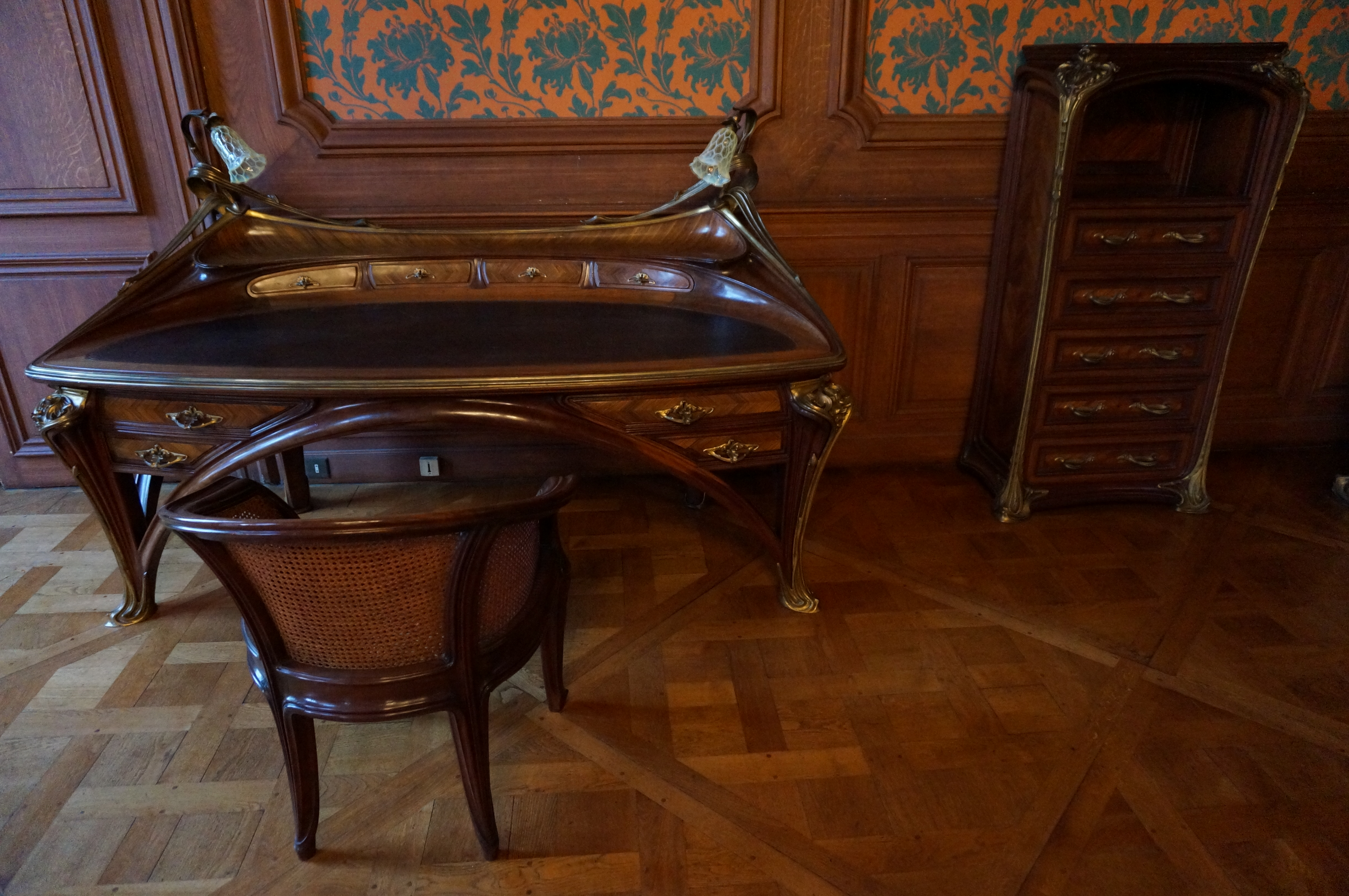

1923年，政府宫被列为法国历史古迹。1983年被联合国教科文组织列为世界遗产。